# 及川伸一
及川 伸一（おいかわ しんいち、1949年〈昭和24年〉6月18日 - ）は日本の音楽プロデューサー。北海道出身。フジパシフィック音楽出版取締役。

## 来歴
ニッポン放送の制作アルバイトを経て、1973年にパシフィック音楽出版（当時）に入社。1974年に小林克也の後任として、ラジオ番組「オールナイトニッポン」のパーソナリティに抜擢された。その後は本業に専念しマイクの前から離れていたが、2001年にブロードバンド!ニッポン日曜パーソナリティとなり、インターネット番組ではあるが27年ぶりにマイクの前に復帰した。
家族は妻と一男で、妻は12歳年下、息子は36歳年下であり、干支が家族全員丑（うし）年である。趣味は野球と映画で、映画にいたってはこれまで見た作品が約3000本もある。

## 好物
ラーメンやとんかつ等、サンデー蔵出し　アナログ盤アワーにて自ら発言している。

## 過去の出演番組
- オールナイトニッポン - 1974年1月7日～6月24日＝月曜、7月5日～9月27日＝金曜1部
- ブロードバンド!ニッポンサンデースペシャル サンデー蔵出しアナログ盤アワー  - 2001年4月～2007年3月